# Copestylum compactum
Copestylum compactum är en tvåvingeart som först beskrevs av Charles Howard Curran 1925.  Copestylum compactum ingår i släktet Copestylum och familjen blomflugor. Inga underarter finns listade i Catalogue of Life.